# Blohm & Voss BV 246

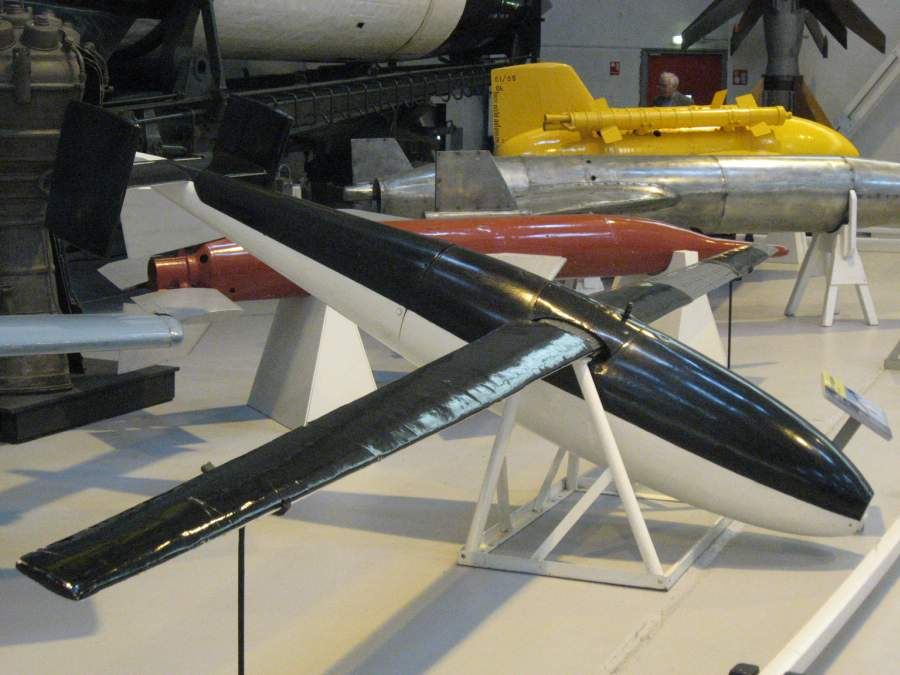
Blohm & Voss BV 246

Blohm & Voss BV 246 Hagelkorn (Granizo) foi uma bomba planadora desenvolvida pela Alemanha em 1943 para ser lançada contra alvos bem específicos (pontes, navios etc).

## Características
Esta bomba planadora foi desenvolvida pelo Dr. Richard Vogt, inicialmente sob a designação BV 226, a qual foi mais tarde alterada para sua denominação definitiva, BV 246, em 12 de dezembro de 1943.
Era geralmente afixada na parte de baixo de um bombardeiro, como o Heinkel He 111, e era liberada em elevada altitude, mas perto o suficiente do alvo. Isto permitia que a aeronave transportadora se mantivesse fora do alcance da defesa antiaérea.
A construção da BV 246 era muito simples, e, por conseguinte, foi produzida em massa. Possuía uma aerodinâmica elementar, com asas largas que tornavam possível uma razão de planeio de 25:1. Ostentava uma cauda em "+" numa versão preliminar e, numa versão posterior, uma cauda dupla vertical montada nas extremidades de um grande estabilizador horizontal.
Quando liberada de uma altitude de 10.500 m, podia cobrir uma distância de 210 km.
Seu peso total era de 730 kg, dos quais 435 kg eram de explosivos.